# Filialkirche Oed

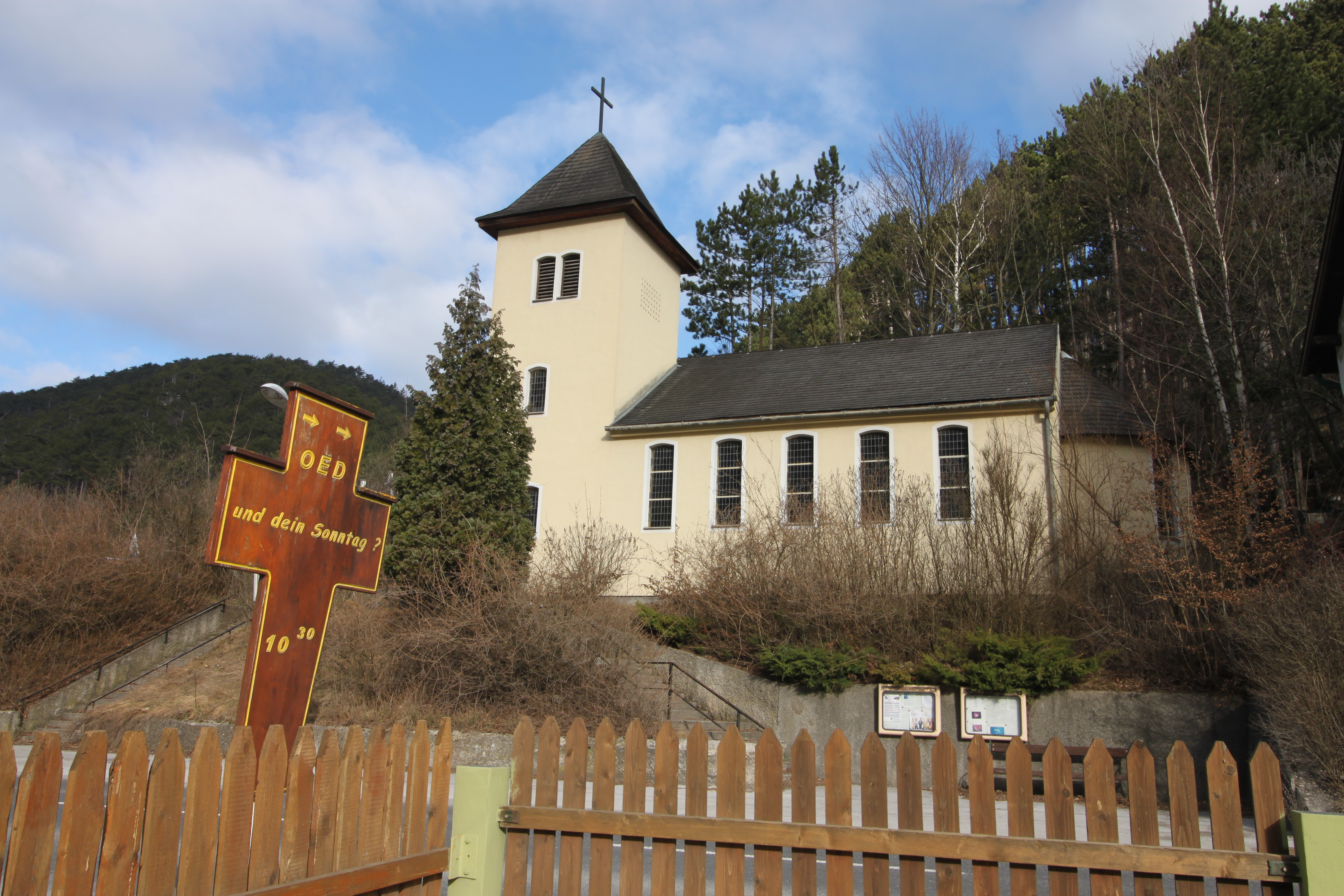
Katholische Filialkirche hl. Maria, Ursache unserer Freude in Oed bei Waldegg

Die Filialkirche Oed steht etwas erhöht an der Durchfahrtsstraße in der Ortschaft Oed in der Marktgemeinde Waldegg im Bezirk Wiener Neustadt-Land in Niederösterreich. Die dem Patrozinium hl. Maria, Ursache unserer Freude unterstellte römisch-katholische Filialkirche der Pfarrkirche Waldegg gehört zum Dekanat Piesting im Vikariat Unter dem Wienerwald der Erzdiözese Wien.

## Geschichte
Die Kirche wurde von 1960 bis 1965 erbaut und am 13. Juni 1965 durch den Weihbischof Jakob Weinbacher geweiht. Als Planer des Gebäudes wurde Hans Radtke (Bildhauer ?) genannt, für die Inneneinrichtung der Architekt Leopold Hackl aus Bad Vöslau.

## Architektur
Die Kirche über zwei Treppen von der Straße erreichbar ist ein schlichter Rechteckbau mit einer halbrunden Apsis im Westen und einem eingestellten Turm im Osten.  Die Ostfront zeigt eine Wandmalerei Madonna mit einer deutschen und chinesischen Patroziniumsinschrift vom Maler Herbert Schönthaler 1985.
Das Kircheninnere zeigt ein Langhaus unter einer hölzernen Langtonne, der Triumphbogen ist segmentbogig. Die abstrakte Glasmalerei schuf das Atelier Carl Geyling’s Erben 1965.

## Ausstattung
Es gibt ein Kruzifix und eine Pietà aus dem 18. Jahrhundert.